# 銀河鉄道の夜の原稿
銀河鉄道の夜の原稿（ぎんがてつどうのよるのげんこう）では、宮沢賢治の童話『銀河鉄道の夜』の自筆草稿について説明する。
原稿は現状、岩手県花巻市の宮沢賢治記念館に83枚が保存されている。『銀河鉄道の夜』は賢治の生前には未発表であったため、没後に出版された内容はすべてこの原稿に基づいている。しかしその複雑な構成や下書きに近い内容も混じった状態から、全集編集などのたびに本文が変更されてきた。『校本 宮澤賢治全集』（筑摩書房、1973年 - 1977年）編集に際して実施された入沢康夫と天沢退二郎の調査により、大きく4段階の改稿を受けていることが知られた。

## 原稿各葉
| 原稿番号                                                                | 次稿数 | 4つ折り痕 | 綴じ穴 | 自筆原稿番号 | 章題                            | 第1稿                                                                                          | 第2稿                                                                                          | 第2.5稿                                                                                        | 第3稿                                                                                          | 第4稿                                                                                          |
| ----------------------------------------------------------------------- | ------ | --------- | ------ | ------------ | ------------------------------- | ---------------------------------------------------------------------------------------------- | ---------------------------------------------------------------------------------------------- | ---------------------------------------------------------------------------------------------- | ---------------------------------------------------------------------------------------------- | ---------------------------------------------------------------------------------------------- |
| 1                                                                       | 4      |           |        |              | 1.午後の授業                    | 1.午後の授業                                                                                   | 1.午後の授業                                                                                   | 1.午後の授業                                                                                   | 1.午後の授業                                                                                   | 第4稿開始。銀河とはなにかと先生が質問                                                          |
| 2                                                                       | 4      |           |        |              |                                 |                                                                                                |                                                                                                |                                                                                                |                                                                                                | 先生がもう一度質問                                                                             |
| 3                                                                       | 4      |           |        |              |                                 |                                                                                                |                                                                                                |                                                                                                |                                                                                                | 先生の説明                                                                                     |
| 4                                                                       | 4      |           |        |              |                                 |                                                                                                |                                                                                                |                                                                                                |                                                                                                | 先生の説明の続き（『ポラーノの広場』の計画メモが抹消されている。）                             |
| 5                                                                       | 4      |           |        |              | 2.活版所                        | 2.活版所                                                                                       | 2.活版所                                                                                       | 2.活版所                                                                                       | 2.活版所                                                                                       | 活版所へ行く                                                                                   |
| 6                                                                       | 4      |           |        |              |                                 |                                                                                                |                                                                                                |                                                                                                |                                                                                                | 活字拾いのアルバイト                                                                           |
| 7                                                                       | 4      |           |        |              |                                 |                                                                                                |                                                                                                |                                                                                                |                                                                                                | 代金をもらって家へ                                                                             |
| 8                                                                       | 4      |           |        |              | 3.家                            | 3.家                                                                                           | 3.家                                                                                           | 3.家                                                                                           | 3.家                                                                                           | 母と対話                                                                                       |
| 9                                                                       | 4      |           |        |              |                                 |                                                                                                |                                                                                                |                                                                                                |                                                                                                | カムパネルラとは父親同士も友人                                                                 |
| 10                                                                      | 4      |           |        |              |                                 |                                                                                                |                                                                                                |                                                                                                |                                                                                                | 銀河のお祭りを見に行く                                                                         |
| 11                                                                      | 3      |           |        | 1            | 4.ケンタウル祭の夜 （第3稿開始) | 4.ケンタウル祭の夜 （第3稿開始)                                                                | 4.ケンタウル祭の夜 （第3稿開始)                                                                | 4.ケンタウル祭の夜 （第3稿開始)                                                                | 4.ケンタウル祭の夜 （第3稿開始)                                                                | 4.ケンタウル祭の夜 （第3稿開始)                                                                |
| 12                                                                      | 3      |           |        | 2            |                                 |                                                                                                |                                                                                                |                                                                                                | ザネリが「らっこの上着」とからかう（その意味は第3稿に記載されたが4稿では削除）                 | ザネリが「らっこの上着」とからかう（その意味は第3稿に記載されたが4稿では削除）                 |
| 13                                                                      | 3      |           |        | 3            |                                 |                                                                                                |                                                                                                |                                                                                                | 時計屋の描写（ジョバンニの心理を4稿は削除）                                                    | 時計屋の描写（ジョバンニの心理を4稿は削除）                                                    |
| 14                                                                      | 4      |           |        |              |                                 |                                                                                                |                                                                                                |                                                                                                |                                                                                                | ここは第4稿 時計屋の星座図                                                                     |
| 15                                                                      | 3      |           |        | 4            |                                 |                                                                                                |                                                                                                |                                                                                                | 夜の町（ジョバンニの心理は4稿で削除）                                                          | 夜の町（ジョバンニの心理は4稿で削除）                                                          |
| 16                                                                      | 3      |           |        | 5            |                                 |                                                                                                |                                                                                                |                                                                                                | 牛乳屋へ行く                                                                                   | 牛乳屋へ行く                                                                                   |
| 17                                                                      | 3      |           |        | 6            |                                 |                                                                                                |                                                                                                |                                                                                                | ジョバンニの心理は4稿で削除                                                                    | ジョバンニの心理は4稿で削除                                                                    |
| 18                                                                      | 3      |           |        | 7            |                                 |                                                                                                |                                                                                                |                                                                                                | またザネリがからかう                                                                           | またザネリがからかう                                                                           |
| 19                                                                      | 3      |           |        | 8            |                                 |                                                                                                |                                                                                                |                                                                                                | 町の北はずれの描写は4稿で削除                                                                  | 町の北はずれの描写は4稿で削除                                                                  |
| 20                                                                      | 3      |           |        | 9            | 5.天気輪の柱                    | 5.天気輪の柱                                                                                   | 5.天気輪の柱                                                                                   | 5.天気輪の柱                                                                                   | 5.天気輪の柱                                                                                   | 5.天気輪の柱                                                                                   |
| 21                                                                      | 3      |           |        | 10           |                                 |                                                                                                |                                                                                                |                                                                                                | ジョバンニの心理は4稿で削除                                                                    | ジョバンニの心理は4稿で削除                                                                    |
| 原稿5枚分が削除された。ブルカニロ博士がここで一度登場していたと見られる |        |           |        |              |                                 |                                                                                                |                                                                                                |                                                                                                |                                                                                                |                                                                                                |
| 22                                                                      | 3      |           |        | 16           |                                 |                                                                                                |                                                                                                |                                                                                                | 夜空が林や野原や牧場に見えてくる                                                               | 夜空が林や野原や牧場に見えてくる                                                               |
| 23                                                                      | 3      |           |        | 17           | 6.銀河ステーション              | 6.銀河ステーション                                                                             | 6.銀河ステーション                                                                             | 6.銀河ステーション                                                                             | 6.銀河ステーション                                                                             | 6.銀河ステーション                                                                             |
| 24                                                                      | 3      |           |        | 18           |                                 |                                                                                                |                                                                                                |                                                                                                | 銀河ステーションと声がし、目の前に景色が広がる。                                               | 銀河ステーションと声がし、目の前に景色が広がる。                                               |
| 25                                                                      | 3      |           |        | 20           |                                 |                                                                                                |                                                                                                |                                                                                                | ジョバンニは小さな列車に乗っていた。                                                           | ジョバンニは小さな列車に乗っていた。                                                           |
| 26                                                                      | 3      |           |        | 21           |                                 |                                                                                                |                                                                                                |                                                                                                | カムパネルラも同乗していた                                                                     | カムパネルラも同乗していた                                                                     |
| 27                                                                      | 3      |           |        | 22           |                                 |                                                                                                |                                                                                                |                                                                                                | カムパネルラが持つ地図を見る                                                                   | カムパネルラが持つ地図を見る                                                                   |
| 28                                                                      | 3      |           |        | 19           |                                 |                                                                                                |                                                                                                |                                                                                                | 天の川の描写 （賢治自筆19番の原稿番号がついているが、第4稿でこの部位にさしかえた。)            | 天の川の描写 （賢治自筆19番の原稿番号がついているが、第4稿でこの部位にさしかえた。)            |
| 29                                                                      | 3      |           |        | 23           |                                 |                                                                                                |                                                                                                |                                                                                                | この電車は石炭を焚いていない                                                                   | この電車は石炭を焚いていない                                                                   |
| 30                                                                      | 3      |           |        | 24           |                                 |                                                                                                |                                                                                                |                                                                                                | りんどうの花が咲く                                                                             | りんどうの花が咲く                                                                             |
| 31                                                                      | 3      |           |        | 25           | 7.北十字とプリオシン海岸        | 7.北十字とプリオシン海岸                                                                       | 7.北十字とプリオシン海岸                                                                       | 7.北十字とプリオシン海岸                                                                       | 7.北十字とプリオシン海岸                                                                       | 7.北十字とプリオシン海岸                                                                       |
| 32                                                                      | 3      |           |        | 26           |                                 |                                                                                                |                                                                                                |                                                                                                | 白い十字架が立つ島                                                                             | 白い十字架が立つ島                                                                             |
| 33                                                                      | 3      |           |        | 27           |                                 |                                                                                                |                                                                                                |                                                                                                | 白鳥の停車場に止まる                                                                           | 白鳥の停車場に止まる                                                                           |
| 34                                                                      | 3      |           |        | 28           |                                 |                                                                                                |                                                                                                |                                                                                                | 2人は下車。河原に出る                                                                          | 2人は下車。河原に出る                                                                          |
| 35                                                                      | 3      |           |        | 29           |                                 |                                                                                                |                                                                                                |                                                                                                | 「プリオシン海岸」の標札が立つ                                                                 | 「プリオシン海岸」の標札が立つ                                                                 |
| 36                                                                      | 3      |           |        | 30           |                                 |                                                                                                |                                                                                                |                                                                                                | 化石発掘の現場                                                                                 | 化石発掘の現場                                                                                 |
| 37                                                                      | 3      |           |        | 31           |                                 |                                                                                                |                                                                                                |                                                                                                | 学者らしい人の解説                                                                             | 学者らしい人の解説                                                                             |
| 38                                                                      | 3      |           |        | 32           |                                 |                                                                                                |                                                                                                |                                                                                                | 走って汽車に戻る                                                                               | 走って汽車に戻る                                                                               |
| 39                                                                      | 3      |           |        | 33           | 8.鳥を捕る人                    | 8.鳥を捕る人                                                                                   | 8.鳥を捕る人                                                                                   | 8.鳥を捕る人                                                                                   | 8.鳥を捕る人                                                                                   | 8.鳥を捕る人                                                                                   |
| 40                                                                      | 3      |           |        | 34           |                                 |                                                                                                |                                                                                                |                                                                                                | 赤ひげの人は鳥をつかまえる商売                                                                 | 赤ひげの人は鳥をつかまえる商売                                                                 |
| 41                                                                      | 3      |           |        | 35           |                                 |                                                                                                |                                                                                                |                                                                                                | とらえた鷺を見る                                                                               | とらえた鷺を見る                                                                               |
| 42                                                                      | 3      |           |        | 36           |                                 |                                                                                                |                                                                                                |                                                                                                | 雁を食べる。菓子の味                                                                           | 雁を食べる。菓子の味                                                                           |
| 43                                                                      | 3      |           |        | 37           |                                 |                                                                                                |                                                                                                |                                                                                                | 鷺は食べるまでが手間                                                                           | 鷺は食べるまでが手間                                                                           |
| 44                                                                      | 3      |           |        | 38           |                                 |                                                                                                |                                                                                                |                                                                                                | 鳥捕りが鷺をつかまえる                                                                         | 鳥捕りが鷺をつかまえる                                                                         |
| 45                                                                      | 3      |           |        | 39           |                                 |                                                                                                |                                                                                                |                                                                                                | 鳥捕りが列車に戻る                                                                             | 鳥捕りが列車に戻る                                                                             |
| 46                                                                      | 3      |           |        | 40           |                                 |                                                                                                |                                                                                                |                                                                                                | ジョバンニたちはどこから来たのか、答えられない                                                 | ジョバンニたちはどこから来たのか、答えられない                                                 |
| 47                                                                      | 3      |           |        | 41           | 9.ジョバンニの切符              | 9.ジョバンニの切符                                                                             | 9.ジョバンニの切符                                                                             | 9.ジョバンニの切符                                                                             | 9.ジョバンニの切符                                                                             | 9.ジョバンニの切符                                                                             |
| 48                                                                      | 3      |           |        | 42           |                                 |                                                                                                |                                                                                                |                                                                                                | 車掌の検札                                                                                     | 車掌の検札                                                                                     |
| 49                                                                      | 2      |           | +      |              |                                 |                                                                                                | 現存第2稿開始。第2稿ではジョバンニが2人分切符を持つ。3稿以後は2人別々に所持                    | 現存第2稿開始。第2稿ではジョバンニが2人分切符を持つ。3稿以後は2人別々に所持                    | 現存第2稿開始。第2稿ではジョバンニが2人分切符を持つ。3稿以後は2人別々に所持                    | 現存第2稿開始。第2稿ではジョバンニが2人分切符を持つ。3稿以後は2人別々に所持                    |
| 50                                                                      | 2      |           | +      |              |                                 |                                                                                                | 鳥捕りが切符を論評                                                                             | 鳥捕りが切符を論評                                                                             | 鳥捕りが切符を論評                                                                             | 鳥捕りが切符を論評                                                                             |
| 51                                                                      | 2      |           | +      |              |                                 |                                                                                                | 鳥捕りは消えた                                                                                 | 鳥捕りは消えた                                                                                 | 鳥捕りは消えた                                                                                 | 鳥捕りは消えた                                                                                 |
| 52                                                                      | 2      |           | +      |              |                                 |                                                                                                | 青年と姉弟登場（第2稿では計5人登場。第3稿から計3人になる）                                     | 青年と姉弟登場（第2稿では計5人登場。第3稿から計3人になる）                                     | 青年と姉弟登場（第2稿では計5人登場。第3稿から計3人になる）                                     | 青年と姉弟登場（第2稿では計5人登場。第3稿から計3人になる）                                     |
| 53                                                                      | 2      |           | +      |              |                                 |                                                                                                | 青年「わたしたちはじき神さまのとこへ行きます」                                                 | 青年「わたしたちはじき神さまのとこへ行きます」                                                 | 青年「わたしたちはじき神さまのとこへ行きます」                                                 | 青年「わたしたちはじき神さまのとこへ行きます」                                                 |
| 54                                                                      | 2      |           | +      |              |                                 |                                                                                                | 青年の話。タイタニック号らしい船の沈没。（3稿で青年の躊躇を追記)                               | 青年の話。タイタニック号らしい船の沈没。（3稿で青年の躊躇を追記)                               | 青年の話。タイタニック号らしい船の沈没。（3稿で青年の躊躇を追記)                               | 青年の話。タイタニック号らしい船の沈没。（3稿で青年の躊躇を追記)                               |
| 55                                                                      | 2      |           | +      |              |                                 |                                                                                                | 青年の話の続き。ジョバンニの感想                                                               | 青年の話の続き。ジョバンニの感想                                                               | 青年の話の続き。ジョバンニの感想                                                               | 青年の話の続き。ジョバンニの感想                                                               |
| 56                                                                      | 2      |           | +      |              |                                 |                                                                                                | りんごが出る（2稿では姉が所持。3,4稿では灯台看守が所持）                                       | りんごが出る（2稿では姉が所持。3,4稿では灯台看守が所持）                                       | りんごが出る（2稿では姉が所持。3,4稿では灯台看守が所持）                                       | りんごが出る（2稿では姉が所持。3,4稿では灯台看守が所持）                                       |
| 57                                                                      | 2      |           | +      |              |                                 |                                                                                                | りんごをみんなでいただく                                                                       | りんごをみんなでいただく                                                                       | りんごをみんなでいただく                                                                       | りんごをみんなでいただく                                                                       |
| 58                                                                      | 2      |           | +      |              |                                 |                                                                                                | からす？を見つける                                                                             | からす？を見つける                                                                             | からす？を見つける                                                                             | からす？を見つける                                                                             |
| 59                                                                      | 2      |           | +      |              |                                 |                                                                                                | 讃美歌を歌う（第2稿では「主よみもとに近づかん」の歌詞あり）                                    | 讃美歌を歌う（第2稿では「主よみもとに近づかん」の歌詞あり）                                    | 讃美歌を歌う（第2稿では「主よみもとに近づかん」の歌詞あり）                                    | 讃美歌を歌う（第2稿では「主よみもとに近づかん」の歌詞あり）                                    |
| 第2稿の続き原稿を一枚？削除                                             |        |           |        |              |                                 |                                                                                                |                                                                                                |                                                                                                |                                                                                                |                                                                                                |
| 60                                                                      | 1      | +         |        |              |                                 | 現存第1稿開始。孔雀がたくさんいた                                                              | 現存第1稿開始。孔雀がたくさんいた                                                              | 現存第1稿開始。孔雀がたくさんいた                                                              | 現存第1稿開始。孔雀がたくさんいた                                                              | 現存第1稿開始。孔雀がたくさんいた                                                              |
| 61                                                                      | 1      | +         |        |              |                                 | 赤帽の信号手 （第1,2稿でいるかは魚かと議論。第3稿から削除）                                    | 赤帽の信号手 （第1,2稿でいるかは魚かと議論。第3稿から削除）                                    | 赤帽の信号手 （第1,2稿でいるかは魚かと議論。第3稿から削除）                                    | 赤帽の信号手 （第1,2稿でいるかは魚かと議論。第3稿から削除）                                    | 赤帽の信号手 （第1,2稿でいるかは魚かと議論。第3稿から削除）                                    |
| 62                                                                      | 1      | +         |        |              |                                 | 信号手の指示で鳥が飛ぶ                                                                         | 信号手の指示で鳥が飛ぶ                                                                         | 信号手の指示で鳥が飛ぶ                                                                         | 信号手の指示で鳥が飛ぶ                                                                         | 信号手の指示で鳥が飛ぶ                                                                         |
| 63                                                                      | 1      | +         |        |              |                                 | とうもろこし畑、新世界交響楽                                                                   | とうもろこし畑、新世界交響楽                                                                   | とうもろこし畑、新世界交響楽                                                                   | とうもろこし畑、新世界交響楽                                                                   | とうもろこし畑、新世界交響楽                                                                   |
| 64                                                                      | 1      | +         |        |              |                                 | インデアン（第2稿では3人だった姉妹を、3稿以後1人に変えたのを直し忘れている）                   | インデアン（第2稿では3人だった姉妹を、3稿以後1人に変えたのを直し忘れている）                   | インデアン（第2稿では3人だった姉妹を、3稿以後1人に変えたのを直し忘れている）                   | インデアン（第2稿では3人だった姉妹を、3稿以後1人に変えたのを直し忘れている）                   | インデアン（第2稿では3人だった姉妹を、3稿以後1人に変えたのを直し忘れている）                   |
| 65                                                                      | 1      | +         |        |              |                                 | 下り坂。工兵の架橋                                                                             | 下り坂。工兵の架橋                                                                             | 下り坂。工兵の架橋                                                                             | 下り坂。工兵の架橋                                                                             | 下り坂。工兵の架橋                                                                             |
| 66                                                                      | 1      | +         |        |              |                                 | 発破がかかり、天の川の水がはねあがる                                                           | 発破がかかり、天の川の水がはねあがる                                                           | 発破がかかり、天の川の水がはねあがる                                                           | 発破がかかり、天の川の水がはねあがる                                                           | 発破がかかり、天の川の水がはねあがる                                                           |
| 67                                                                      | 2.5    |           |        |              |                                 |                                                                                                |                                                                                                | 第2.5稿から追加 ふたご座                                                                       | 第2.5稿から追加 ふたご座                                                                       | 第2.5稿から追加 ふたご座                                                                       |
| 68                                                                      | 1      | +         |        |              |                                 | さそり座。さそりが燃える火                                                                     | さそり座。さそりが燃える火                                                                     | さそり座。さそりが燃える火                                                                     | さそり座。さそりが燃える火                                                                     | さそり座。さそりが燃える火                                                                     |
| 69                                                                      | 1      | +         |        |              |                                 | さそりは無駄に死ぬ事を後悔し、神さまが燃やす                                                   | さそりは無駄に死ぬ事を後悔し、神さまが燃やす                                                   | さそりは無駄に死ぬ事を後悔し、神さまが燃やす                                                   | さそりは無駄に死ぬ事を後悔し、神さまが燃やす                                                   | さそりは無駄に死ぬ事を後悔し、神さまが燃やす                                                   |
| 原稿１枚？欠落                                                          |        |           |        |              |                                 |                                                                                                |                                                                                                |                                                                                                |                                                                                                |                                                                                                |
| 70                                                                      | 1      | +         |        |              |                                 | サウザンクロス駅に十字架が立つ                                                                 | サウザンクロス駅に十字架が立つ                                                                 | サウザンクロス駅に十字架が立つ                                                                 | サウザンクロス駅に十字架が立つ                                                                 | サウザンクロス駅に十字架が立つ                                                                 |
| 71                                                                      | 2.5    |           |        |              |                                 |                                                                                                |                                                                                                | 第2.5稿から追加 「そんな神さまうその神さまだい」議論                                           | 第2.5稿から追加 「そんな神さまうその神さまだい」議論                                           | 第2.5稿から追加 「そんな神さまうその神さまだい」議論                                           |
| 72                                                                      | 1      | +         |        |              |                                 | サウザンクロス駅で姉弟青年は下車                                                               | サウザンクロス駅で姉弟青年は下車                                                               | サウザンクロス駅で姉弟青年は下車                                                               | サウザンクロス駅で姉弟青年は下車                                                               | サウザンクロス駅で姉弟青年は下車                                                               |
| 73                                                                      | 1      | +         |        |              |                                 | 「ほんとうのさいわいはいったいなんだろう」（裏面は震災見舞いの手紙の下書き）                   | 「ほんとうのさいわいはいったいなんだろう」（裏面は震災見舞いの手紙の下書き）                   | 「ほんとうのさいわいはいったいなんだろう」（裏面は震災見舞いの手紙の下書き）                   | 「ほんとうのさいわいはいったいなんだろう」（裏面は震災見舞いの手紙の下書き）                   | 「ほんとうのさいわいはいったいなんだろう」（裏面は震災見舞いの手紙の下書き）                   |
| 74                                                                      | 1      | +         |        |              |                                 | カムパネルラが消えた（裏面は震災見舞いの手紙の下書き）                                         | カムパネルラが消えた（裏面は震災見舞いの手紙の下書き）                                         | カムパネルラが消えた（裏面は震災見舞いの手紙の下書き）                                         | カムパネルラが消えた（裏面は震災見舞いの手紙の下書き）                                         | カムパネルラが消えた（裏面は震災見舞いの手紙の下書き）                                         |
| （原稿No.74の後半から78まで、第4稿時点では削除する意図だったとみられる) |        |           |        |              |                                 |                                                                                                |                                                                                                |                                                                                                |                                                                                                |                                                                                                |
| 75                                                                      | 2.5    |           |        |              |                                 |                                                                                                |                                                                                                | 第2.5-3稿のみ 黒帽子の人が登場し言う「カムパネルラは遠くへ行った」                             | 第2.5-3稿のみ 黒帽子の人が登場し言う「カムパネルラは遠くへ行った」                             | 第2.5-3稿のみ 黒帽子の人が登場し言う「カムパネルラは遠くへ行った」                             |
| 76                                                                      | 2.5    |           |        |              |                                 |                                                                                                |                                                                                                | 第2.5-3稿のみ 「おまえはあのプレシオスの鎖を解かなければならない」                             | 第2.5-3稿のみ 「おまえはあのプレシオスの鎖を解かなければならない」                             | 第2.5-3稿のみ 「おまえはあのプレシオスの鎖を解かなければならない」                             |
| 77                                                                      | 1      | +         |        |              |                                 | 「あのブルカニロ博士」登場。銀河鉄道は博士の見せた夢だった。（裏面は震災見舞いの手紙の下書き） | 「あのブルカニロ博士」登場。銀河鉄道は博士の見せた夢だった。（裏面は震災見舞いの手紙の下書き） | 「あのブルカニロ博士」登場。銀河鉄道は博士の見せた夢だった。（裏面は震災見舞いの手紙の下書き） | 「あのブルカニロ博士」登場。銀河鉄道は博士の見せた夢だった。（裏面は震災見舞いの手紙の下書き） | 「あのブルカニロ博士」登場。銀河鉄道は博士の見せた夢だった。（裏面は震災見舞いの手紙の下書き） |
| 78                                                                      | 1      | +         |        |              |                                 | 第1,2,3稿共通の終了。 末尾3行のみ                                                              | 第1,2,3稿共通の終了。 末尾3行のみ                                                              | 第1,2,3稿共通の終了。 末尾3行のみ                                                              | 第1,2,3稿共通の終了。 末尾3行のみ                                                              | 第1,2,3稿共通の終了。 末尾3行のみ                                                              |
| 79                                                                      | 4      |           |        |              |                                 |                                                                                                |                                                                                                |                                                                                                |                                                                                                | 以後の5葉は4稿のみ。ジョバンニは丘で目覚めた                                                   |
| 80                                                                      | 4      |           |        |              |                                 |                                                                                                |                                                                                                |                                                                                                |                                                                                                | 牛乳を受け取る                                                                                 |
| 81                                                                      | 4      |           |        |              |                                 |                                                                                                |                                                                                                |                                                                                                |                                                                                                | カムパネルラの水死                                                                             |
| 82                                                                      | 4      |           |        |              |                                 |                                                                                                |                                                                                                |                                                                                                |                                                                                                | 「もう駄目です、落ちてから45分たちましたから」と彼の父                                         |
| 83                                                                      | 4      |           |        |              |                                 |                                                                                                |                                                                                                |                                                                                                |                                                                                                | 「いいえ」としか答えられずにカムパネルラの父親と別れる                                         |

## 執筆過程

### 第1稿
- 現存する原稿はNo.60-66,68-70,72-74,77,78
- 鉛筆書き、および藍インクによる修正
- 4つ折りあとがある。
- 原稿No.73,74,77の裏面に震災見舞いの手紙の下書きがある。したがって1923年9月以降。
- 画家の菊池武雄は、1924年末に賢治が原稿を読んで披露したと書いている。またこの時の原稿は「ケンタウル祭の夜」からあったと菊池は証言する。

### 第2稿
- 追加した原稿用紙はNo.49-59
- 上記の原稿用紙には仮綴じあととみられる綴じ穴がある。
- 青インク書き（原稿用紙への清書）、および鉛筆による修正

### 第3稿
- 追加した原稿用紙は、藍インクによるものがNo.11-13,15-48、鉛筆書きがNo.67,71,75,76（上記「原稿各葉」で2.5稿と記したもの）
- 藍インク（原稿用紙への清書）、および鉛筆
- 藍インクの原稿には賢治の自筆原稿番号あり
- 第3稿の創作メモが残っており、その原稿用紙が、森佐一あての1925年9月の手紙と同じ原稿用紙であるため、この頃以後[5]。
- 原稿用紙に清書した内容には、第2稿と重複する箇所が含まれている。

### 第4稿
- 追加した原稿用紙はNo.1-10,14,79-83
- 黒インク（『ポラーノの広場』や『風の又三郎』の原稿に使われていたものと同じ）
- 原稿No.4に『ポラーノの広場』の作製メモがあり、『ポラーノの広場』はほぼ完成していたため『銀河鉄道』原稿に使われたとみられる。1931年 - 1932年かと入沢・天沢は推定[3]。
- 『銀河鉄道の夜』というタイトルが確認できるのはこの稿からである。

## 『銀河鉄道の夜』編集史

### 1933年
賢治の死。    枕元に『銀河鉄道の夜』の原稿があった。

### 1935年
最初の賢治の全集、文圃堂版全集第3巻に『銀河鉄道の夜』を収録。
岩田豊蔵（賢治の妹・シゲの夫）の意見で、原稿No.79-83はNo.21と22の間に入れて編集出版。
この編集形式での出版物は以下の通り（ただし全く同一ではない）。
- 1939年十字屋書店版全集第3巻
- 1951年岩波文庫（谷川徹三編）
- 1956年筑摩書房版全集第10巻
- 1958年角川文庫（小倉豊文編）
- 1961年新潮文庫（巽聖歌編）

1951年時点で、原稿No.79-83の位置はおかしいと宮沢清六が谷川徹三に手紙を送っていた。（岩波文庫の谷川の解説による。）

### 1965年
岩崎書店『宮沢賢治童話全集』第6巻に収録（途中の版からの変更）。
原稿No.79-83は最後に置き換えて出版。
同じ編集形式なのが以下のものである（ただし全く同一ではない）。
- 1966年岩波文庫（改版、谷川徹三編）[注 9]
- 1967年筑摩書房版全集第10巻
- 1969年角川文庫（改版、小倉豊文編）
- 1969年新潮文庫（改版、巽聖歌編）
- 1970年旺文社文庫（山本太郎編）
- 1971年講談社文庫（天沢退二郎編）

### 1974年
筑摩書房『校本宮澤賢治全集』第9・10巻に、第3稿と第4稿を収録（第9巻が第3稿、第10巻が第4稿）  
入沢と天沢が原稿を検討。主に4段階の原稿があり、No.74の後半からNo.78までの原稿は賢治は第4稿では削除するつもりでいたと結論。
この第4稿準拠の出版は以下の通り。
- 1980年筑摩書房『新修宮沢賢治全集』第12巻[注 10]
- 1981年旺文社文庫（改版、山本太郎編）
- 1985年ちくま文庫版全集第7巻
- 1989年新潮文庫（改版、天沢退二郎編）
- 1990年集英社文庫（中村文昭編）
- 1996年角川文庫（改版）

### 1985年
ちくま文庫版『宮沢賢治全集』第7巻 に収録。
第1稿 - 4稿それぞれを通読可能にした。

### 1996年
筑摩書房 『新校本宮澤賢治全集』第10・11巻   
第1、2、3、4稿の修正過程を詳記。

## 登場人物・物品の変化

### 切符のゆくえ
第1-3稿
No.77で「その切符を決しておまえはなくしてはいけない」と、ブルカニロ博士登場前の声が言う。
第2,3稿ではジョバンニが覚醒後も切符を持つ。
第4稿
ジョバンニが覚醒後、切符はない。

### カムパネルラとの別れ
原稿No.74でカムパネルラは消えてしまう。
第1,2稿
カムパネルラはどこへ消えたのかわからない。第1稿とそれ以降ではカムパネルラが消えた時のジョバンニの反応が異なる。
第3稿
黒い帽子の人から、「カムパネルラは遠くへ行った。もうさがしてもむだだ」と言われる。
第4稿
夢からさめたジョバンニが、現実に水死したと知る。

### ブルカニロ博士
第3稿まで
No.77で登場。ジョバンニに銀河鉄道の夢を見せて導く、この物語の立役者だった。
第4稿
抹消された。このことが1974年の筑摩書房全集で広く知られ、議論を呼んだ。

## 出版物
入沢康夫の解説・監修により、1997年に宮沢賢治記念館から、現存する全原稿を収録した図録『宮沢賢治「銀河鉄道の夜」の原稿のすべて』が刊行されている。